# Thurso
Thurso (Inbhir Theòrsa in het Schots Gaelic) is een stad in het uiterste noorden van Schotland. Door de stad stroomt de rivier Thurso, die naar het noorden uitmondt in Atlantische Oceaan.
Thurso werd door Vikingen gesticht, die er een belangrijke haven van maakten. De haven werd gebruikt als handelspost voor het noorden van Europa. De resten van de kerk Old St Peter's Church dateren uit de 12de eeuw. In het oostelijke deel van Thurso liggen de resten van Thurso Castle, dat in 1872-1888 werd gebouwd. In de 19e eeuw en het midden van de 20e eeuw maakte de stad een grote ontwikkeling door.
In de jaren 50 van de 20e eeuw besloot de regering een kernreactor in Dounreay, 15 km ten westen van Thurso, te bouwen. Binnen een periode van 10 jaar steeg het bevolkingsaantal van 3.000 naar 9.000. In 1964 moest de centrale alweer voorgoed dicht. De kerncentrale wordt momenteel ontmanteld maar levert toch nog genoeg werk.
In Thurso ligt het meest noordelijke spoorwegstation van Groot-Brittannië, station Thurso. Thurso heeft een kleine haven, daarvandaan zijn de Orkney-eilanden te zien. Twee kilometer ten noordwesten van Thurso, dat is in Scrabster, vertrekken veerboten naar deze eilandengroep.

## Geboren
- Bryan Gunn (1963), voetballer

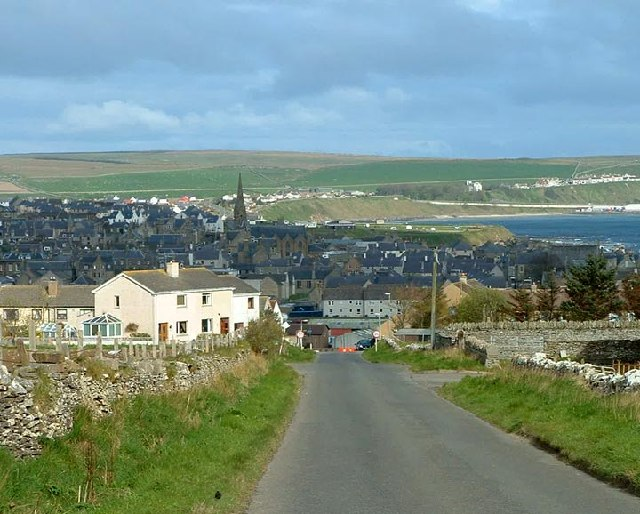
Thurso
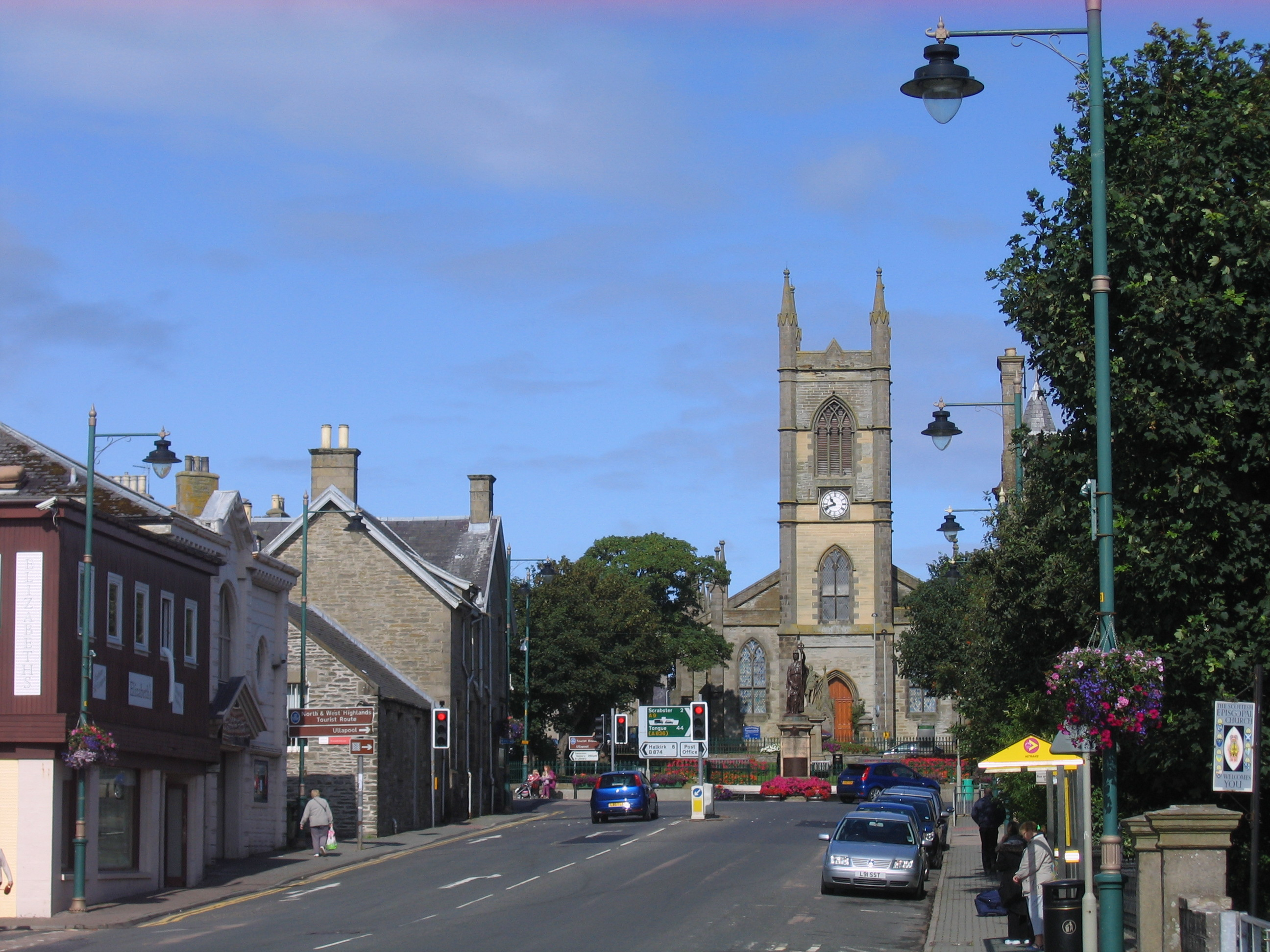
Centrum van Thurso, met uitzicht op de kerk van St. Petrus en St. Andreas
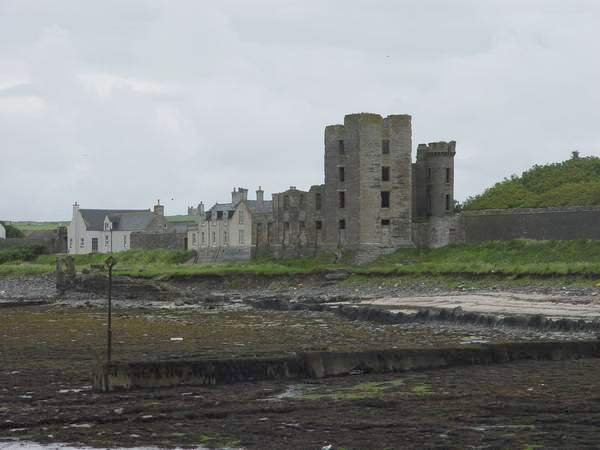
Kasteel van Thurso
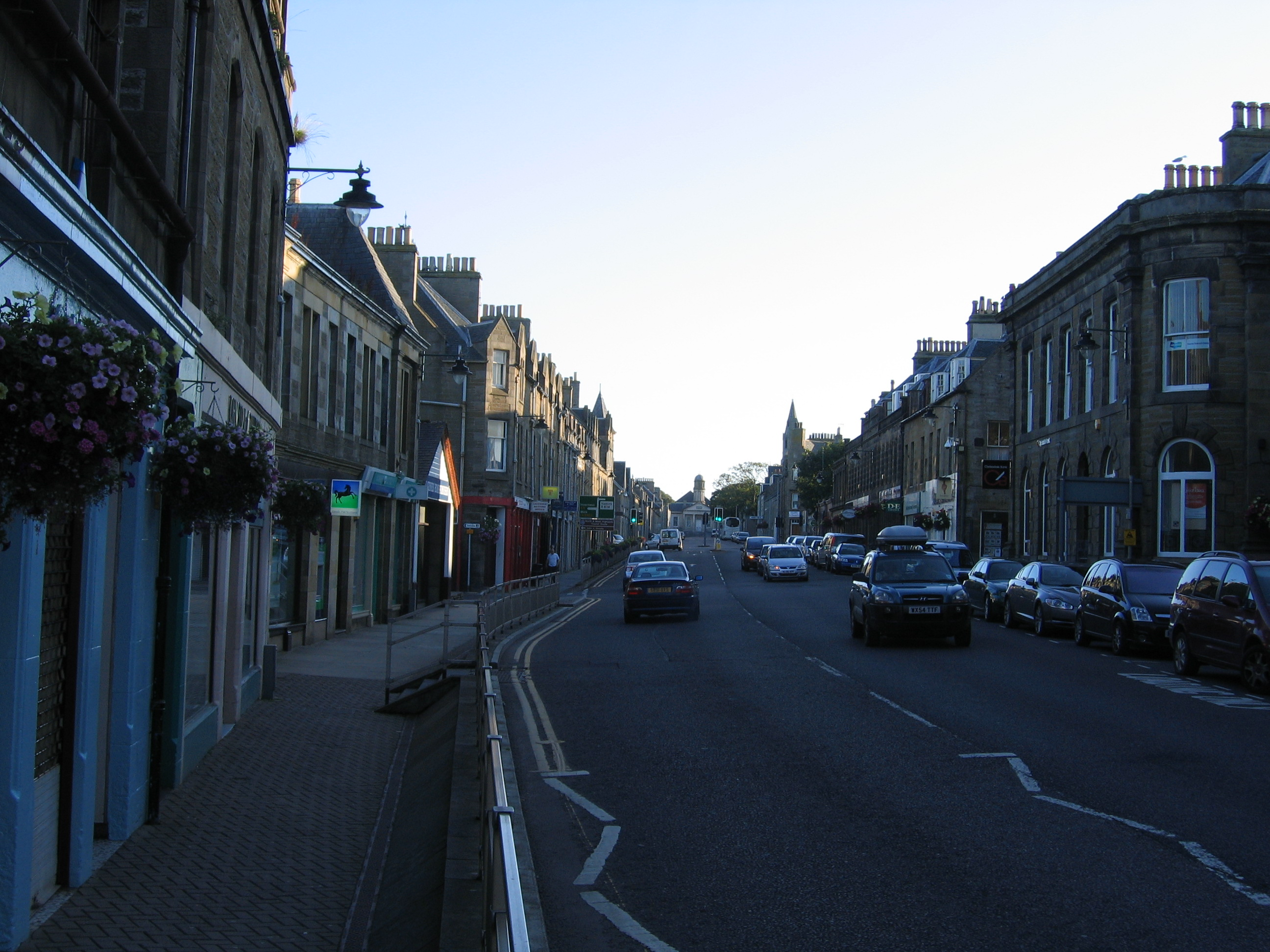
Traill Street
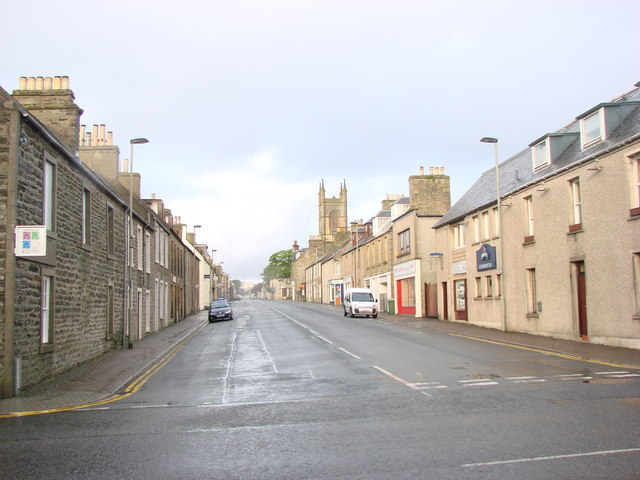
Princes Street